# Powiat złotowski
Powiat złotowski – powiat w północnej Polsce (województwo wielkopolskie), utworzony w 1999 roku w ramach reformy administracyjnej. Jego siedzibą jest miasto Złotów. Jest najdalej wysuniętym powiatem na północ w Wielkopolsce oraz pod względem powierzchni trzecim w Wielkopolsce i dwudziestym drugim powiatem w Polsce.
W skład powiatu wchodzą:
- gminy miejskie: Złotów
- gminy miejsko-wiejskie: Jastrowie, Krajenka, Okonek
- gminy wiejskie: Lipka, Tarnówka, Zakrzewo, Złotów
- miasta: Złotów, Jastrowie, Krajenka, Okonek

W latach 1945–1999 powiat złotowski wyjątkowo często zmieniał przynależność administracyjną:
- 1945–1946 stanowił część województwa pomorskiego (bydgoskiego)
- 1946–1950 stanowił część województwa szczecińskiego
- 1950–1975 stanowił część województwa koszalińskiego
- 1975–1998 obszar powiatu stanowił część województwa pilskiego
- od 1999 stanowi część województwa wielkopolskiego

Według prognoz GUS liczba ludności powiatu w 2035 roku ma zmniejszyć się do 62 941 mieszkańców. Natomiast według danych z 31 grudnia 2019 roku powiat zamieszkiwały 69 433 osoby. Natomiast według danych z 30 czerwca 2020 roku powiat zamieszkiwały 69 282 osoby.
W 2002 powiat miał najwyższą stopę bezrobocia wśród powiatów województwa wielkopolskiego – ogółem 27% (na wsi – 27,2%).

## Demografia

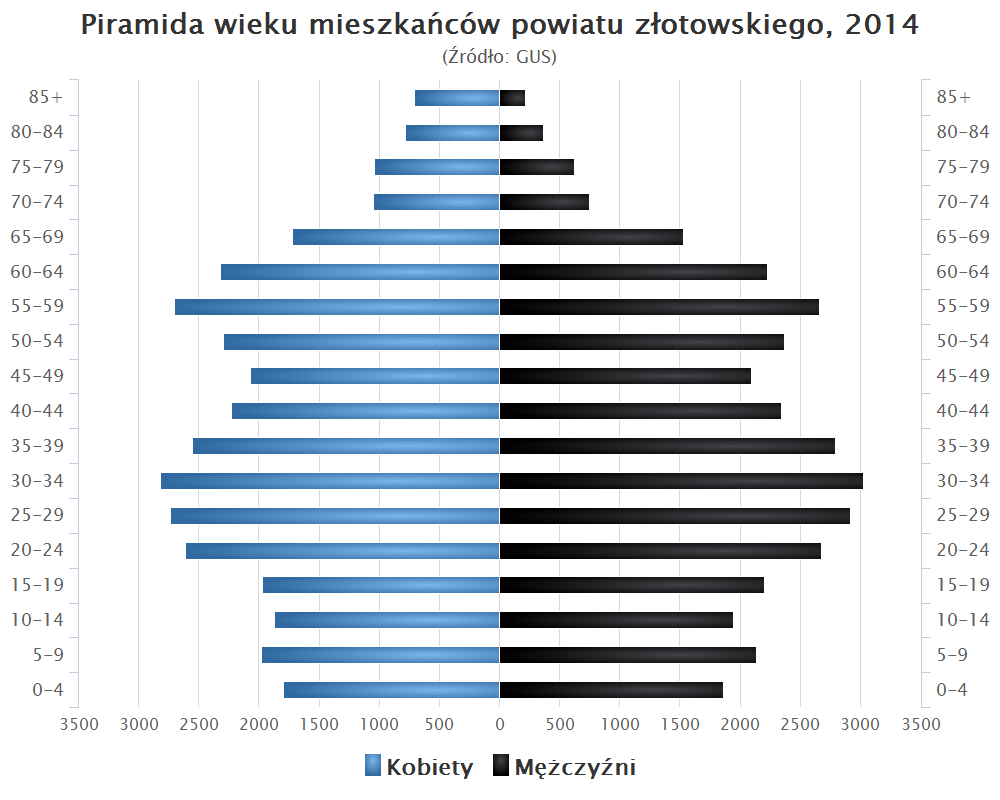
Piramida wieku mieszkańców powiatu złotowskiego w 2014 roku

Liczba ludności (dane z 31 grudnia 2010):
|        | Ogółem | Ogółem | Kobiety | Kobiety | Mężczyźni | Mężczyźni |
| osób   | %      | osób   | %       | osób    | %         |           |
| ------ | ------ | ------ | ------- | ------- | --------- | --------- |
| Ogółem | 68 791 | 100    | 34 760  | 50,53   | 34 031    | 49,47     |
| Miasto | 34 302 | 49,86  | 17 851  | 25,95   | 16 451    | 23,91     |
| Wieś   | 34 489 | 50,14  | 16 909  | 24,58   | 17 580    | 25,56     |

▶Wieś vs ▶miasto
Ogółem (▶k, ▶m)
Miasto (▶k, ▶m)
Wieś (▶k, ▶m)

## Gospodarka
W końcu września 2019 liczba zarejestrowanych bezrobotnych w powiecie złotowskim obejmowała ok. 1,6 tys. mieszkańców, co stanowi stopę bezrobocia na poziomie 5% do aktywnych zawodowo.

## Sąsiednie powiaty
- pilski
- wałecki (zachodniopomorskie)
- drawski (zachodniopomorskie)
- szczecinecki (zachodniopomorskie)
- człuchowski (pomorskie)
- sępoleński (kujawsko-pomorskie)